# Ulrike Berendt
Ulrike Berendt (* 1960) ist eine deutsche Sozialwissenschaftlerin.

## Leben
Von 1989 bis 1995 studierte sie Sozialwissenschaften, Publizistik, Kommunikationswissenschaften und Rechtswissenschaften an der Ruhr-Universität Bochum mit Abschluss 1995 als Dipl.Soz.Wiss. (Angewandte Sozialforschung mit spezieller Soziologie). Von 1995 bis 1997 hatte sie ein Promotionsstipendium der Ruhr-Universität Bochum und Veba-Immobilien GmbH. Von 1995 bis 2002 war sie Projektleiterin am InWIS Institut für Wohnungswesen und Immobilienwirtschaft an der Ruhr-Universität Bochum. Von 1997 bis 1998 war sie C1 Assistentin am Lehrstuhl Politikwissenschaft II an der Heinrich-Heine-Universität (Vertretung). Nach der Promotion 1998 zum Doktor der Sozialwissenschaft (Dr. rer. soc) in Bochum vertrat sie von 1999 bis 2002 die Professur für Soziale Arbeit und Erziehung, insbesondere Familie und Wohnen an der Universität Duisburg. Seit 2002 lehrt sie als Universitätsprofessorin für Praxisorientierte Sozialwissenschaften, vorwiegend über Familie und Wohnen, in Duisburg (später Universität Duisburg-Essen), Fakultät für Gesellschaftswissenschaften.
Ihre Schwerpunkte in Lehre und Forschung sind Familiensoziologie und sozialer Wandel, Generationenbeziehungen und „Alter“, Staat und Familie, Gleichstellungspolitik (in Europa), Wohlfahrtsstaatsmodelle und Familienpolitik, Stadt- und Wohnsoziologie, Stadt- und Regionalentwicklung, Migration und Stadt, Zivilgesellschaft und Stadt, Urban und Local Governance und Politikfeldanalyse, bei der unterschiedlicher Politikfelder analysiert werden.

## Schriften (Auswahl)
- mit Volker Eichener: Einstellungen der Mieter zur Privatisierung. Ergebnisse einer Intensivbefragung in den neuen Bundesländern. Abschlußbericht zum Forschungsvorhaben „Einstellung der Mieter in den neuen Bundesländern zur Privatisierung“. Bochum 1994, ISBN 3-930980-02-9.
- Wohnungsversorgung und Wohnungsprivatisierung in den neuen Bundesländern. Probleme der Wohnungswirtschaft unter veränderten Rahmenbedingungen aus sozio-ökonomischer Perspektive. Bochum 1995, ISBN 3-930980-08-8.
- Vermittlungschancen verschiedener Gruppen von Wohnungssuchenden. Eine empirische Untersuchung über Wohnungssuchende in Dortmund. Bochum 1996, ISBN 3-930980-19-3.[2]
- Wohnzufriedenheit und Akzeptanz wohnungsnaher Dienstleistungen am Beispiel einer Wohnungsgenossenschaft. Bochum 1997, ISBN 3-930980-20-7.
- Wohneigentumsbildung in Deutschland Theorie, Empirie und wohnungspolitische Alternativen, 1998[3]
- Wohnraumbeschaffung durch Kooperation. 2000[4]
- Gemeinsam für den Stadtteil Kooperation von Freier Wohlfahrtspflege und Kommunen zur Stabilisierung benachteiligter Quartiere mit Regina Höbel und Melanie Kloth, 2004[5]